# Río Jurase
El río Jurase, también conocido como río Jurasi, es un curso natural de agua que nace en bofedales al pie de los nevados de Putre o Taapaca (sic) y fluye con dirección general surponiente hasta desembocar en el río Putre.

## Toponimia
El topónimo "Jurasi"  es de origen aymara. Deriva del vocablo juriyasi, compuesto por juri- (se refiere a arena húmeda proveniente de fuente de agua subterránea o agua turbia, por efecto de la lluvia) y si- (sufijo reflexivo, que significa acción en sí mismo), por lo que significaría bañarse o mojarse con la arena húmeda o agua turbia.: 126 

## Trayecto

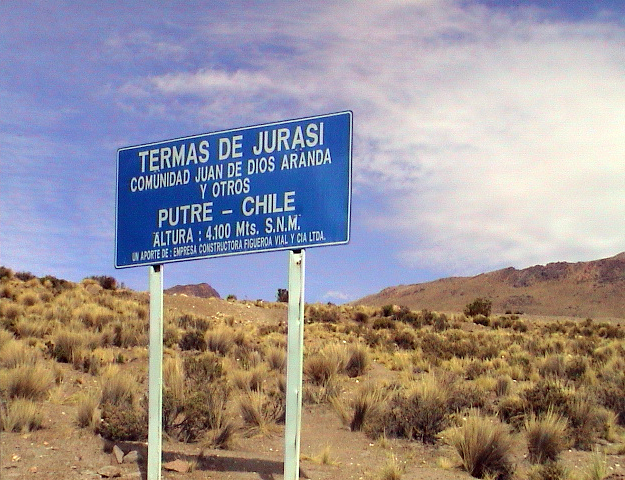
Aviso en la entrada de las termas de Jurasi.

A 10 kilómetros (6,2 mi) de la comunidad de Putre se encuentran dos vertientes canalizadas del río que producen aguas volcánicas termales llamadas Termas de Jurasí. Asentada a 4000 metros (13 123,4 pies) sobre el nivel del mar, es una de varias piscinas termanles ubicadas en la ruta termal del norte del país.

## Gruta Cristo Rey
Este barranco corre a lo largo de un camino empinado y accidentado a Socoroma donde se ubica una gran gruta en la roca conocida como la Caverna del Cristo Rey. La gruta contiene una formación natural en una de las estalagmitas prominentes de la caverna que da la impresión de un rostro humano. A esta altura el Jurasí cae sobre un empinado de rocas formando una cascada de aproximadamente 50 metros (164 pies) de altura.

## Población, economía y ecología
El trayecto norte del río a nivel de la comunidad de Putre comprende un área con artefactos líticos que corresponden a las actividades cinegéticas andinas. Estos objetos antiguos indican la trashumancia estacional de grupos que se desplazaban entre el altiplano y la precordillera a lo largo de las orillas del Jurasí. El estado de conservación del área es malo, afectado por agentes naturales como la erosión fluvial.: 126 